# Rubén Héctor Sosa
Rubén Héctor Sosa (Las Parejas, 14 novembre 1936 – Buenos Aires, 13 settembre 2008) è stato un calciatore argentino, di ruolo attaccante.

## Carriera

### Club
Detto El Marques (il marchese), crebbe nel Platense per poi passare al Racing Club dove, dal 1958 al 1964, vinse due campionati segnando 82 gol che gli valgono il titolo di capocannoniere nel 1959, nel 1960 e nel 1962. Passò quindi agli uruguaiani del Cerro e poi a quelli del Nacional.
Nel 1968 si trasferisce nel Massachusetts, ingaggiato dagli statunitensi del Boston Beacons, con cui disputa la prima edizione della North American Soccer League. Steen Olsen con i Beacons chiuse la stagione al quinto ed ultimo posto della Atlantic Division.
Dopo una fugace apparizione negli Stati Uniti con i Boston Beacons, chiuse la carriera col Flandria nel 1968. Morì nel 2008 per le conseguenze del diabete.

### Nazionale
Con la Nazionale di calcio dell'Argentina, dopo aver vinto la Coppa America del 1959, partecipò al Mondiale di Cile 1962 giocando una partita. In totale con la maglia albiceleste Sosa giocò 18 partite con 11 gol.

## Palmarès

### Club
- Campionato argentino: 2

Racing Club: 1958, 1961

### Nazionale
- Copa America: 1

Argentina 1959